# 西格納伊度納公園
西格纳伊度纳公园（Signal Iduna Park）是威斯特法伦球場（Westfalenstadion）由2005年12月至2021年6月的冠名贊助名稱，位於德國多特蒙德。屬於德甲球隊多蒙特的主場球場，在2006年世界杯作為四場分組賽、一場16強賽及一場半決賽的比賽場地。國內聯賽時容量包含座席及立席為81,264人，當舉行國際賽時改為全座席可容納67,000人。球場原名以前普魯士省份威斯特法伦（Westfalen，即今天部分的北莱茵-威斯特法伦聯邦州）命名。是全德國最大的球場，於2004/05球季以140萬觀眾人次創下歐洲足球入場觀眾人次新紀錄。

## 歷史
60年代多蒙特已開始籌備建立一個新球場以取代古舊的“红地球球场”（Stadion Rote Erde），當多蒙特於1966年奪得後，红地球球场是不足夠容納日益增加的球迷，多蒙特推出在红地球球场旁新建一個橢圓形包含傳統田徑設施，可容60,000人的現代化體育中心的‘双胞胎体育场’方案，但預算高達6,000萬馬克，龐大的工程造價因資金問題而被中止。1971年科隆市因財政問題退出舉辦1974年世界盃城市，多蒙特成為替補城市，原訂興建新球場的資金亦一併轉移到多蒙特，但資金仍然緊絀，建築商採用造價低廉以預制組件為基礎可容54,000觀眾的新型設計方案，1971年10月19日獲批准開展工程，僅用了一年便落成啟用，最終造價為3,400萬馬克，超過八成由聯邦州、國家政府、幸运轮盘博彩和贊助商支付。而多蒙特市政府直接投資600萬馬克並取得球場邊廣告的收入權。
1974年4月2日多蒙特正式遷入威斯特法伦体育场，揭幕赛與進行友誼賽，以0-3落敗。15日後迎來第一場正式國際賽，由西德隊對匈牙利隊，結果國家隊以5-0大捷。1974年世界盃威斯特法伦体育场進行了三場分組初賽及巴西對荷蘭的第二輪分組賽。多蒙特於1972年降級乙組，是唯一德乙主辦1974年世界盃的球隊。1976年多蒙特回升德甲，終可將頂級聯賽帶到威斯特法伦体育场。
1992年因歐洲足球協會球場新規定威斯特法伦体育场將北看臺的立席改為立、坐兩用席，容量縮減到42,800人。多蒙特在1995年奪得德甲冠軍寶座後，開展德國足球歷史上首個私人投資的球場擴建計劃，在東及西看臺上各加建一層，西看臺加設觀眾餐廳，新樓層各可容納6,000名觀眾，另建新頂蓋，使容量回復到54,000人，其中大部分（38,500座）為有蓋座位。隨著多蒙特在1997年的歐冠盃勝利，威斯特法伦体育场再次擴建，北看臺亦加建一層，並在內設立多蒙特足球會博物館，而有歷史意義而受保護的南看臺（die "Südtribüne"）亦在擴建中增加容量到25,000人，成為全歐最大的立席看臺，總容量為68,600人，當舉行國際賽時，整個南看臺可迅速（兩日內）改裝為坐席，總容量為52,000人。經過兩次擴建的球場外觀極具現代代風格：球場北面外墻採用全鋼結構框架懸掛鋁合金的玻璃幕墻。兩次擴建共耗資1億1千萬馬克。
當德國在2002年獲得世界盃主辦權時，被稱為“德國足球大劇院”（Opera House of German Football）的威斯特法伦体育场雖然是德國投標的重點球場，但並不符合国际足联的世界盃準決賽球場規定。威斯特法伦体育场需要進行第三次擴建，在原有四面看臺的四角加建，將國際賽容量提升到67,000人。工程採用“爬模”技術將預制組件按結構組合，由地面逐步各上“爬”，直到目標高度為止。為免阻擋新看臺觀眾的視線，舊頂蓋的龍門支架將逐步拆除，而頂蓋由八支62米高的黄色三角支架支撐。四個角落看臺使容量增加15,000人，國內比賽坐席及立席可容納82,932人，而國際賽全坐席可容納67,000人。新角落看臺提供座位及餐飲服務給貴賓，使貴賓席容量達到5,000人。在西北及西南兩個新角落看臺更新增了球迷服務區。
威斯特法伦体育场原本由多蒙特市政府擁有，後來賣給多蒙特，但多蒙特在2002年因財困將球場轉售給一個地產基金，再分期於2017年贖回球場。但2005年春季多蒙特因現金短缺未能支付分期款項，基金持有人同意多蒙特在財務重整後才支付到期款項及減免逾期利息，因此多蒙特才逃過破產的厄運。為減債務，多蒙特將威斯特法伦体育场的命名權以2,000萬歐元出售給一家保險和投資公司西格纳伊度纳（Signal Iduna），於2005年12月更名為西格纳伊度纳公园。但在世界盃舉行期間球場將被稱為“国际足联世界盃多蒙特球場”（FIFA World Cup Stadium Dortmund），因国际足联控制所有有關世界盃的冠名權。

## 圖集

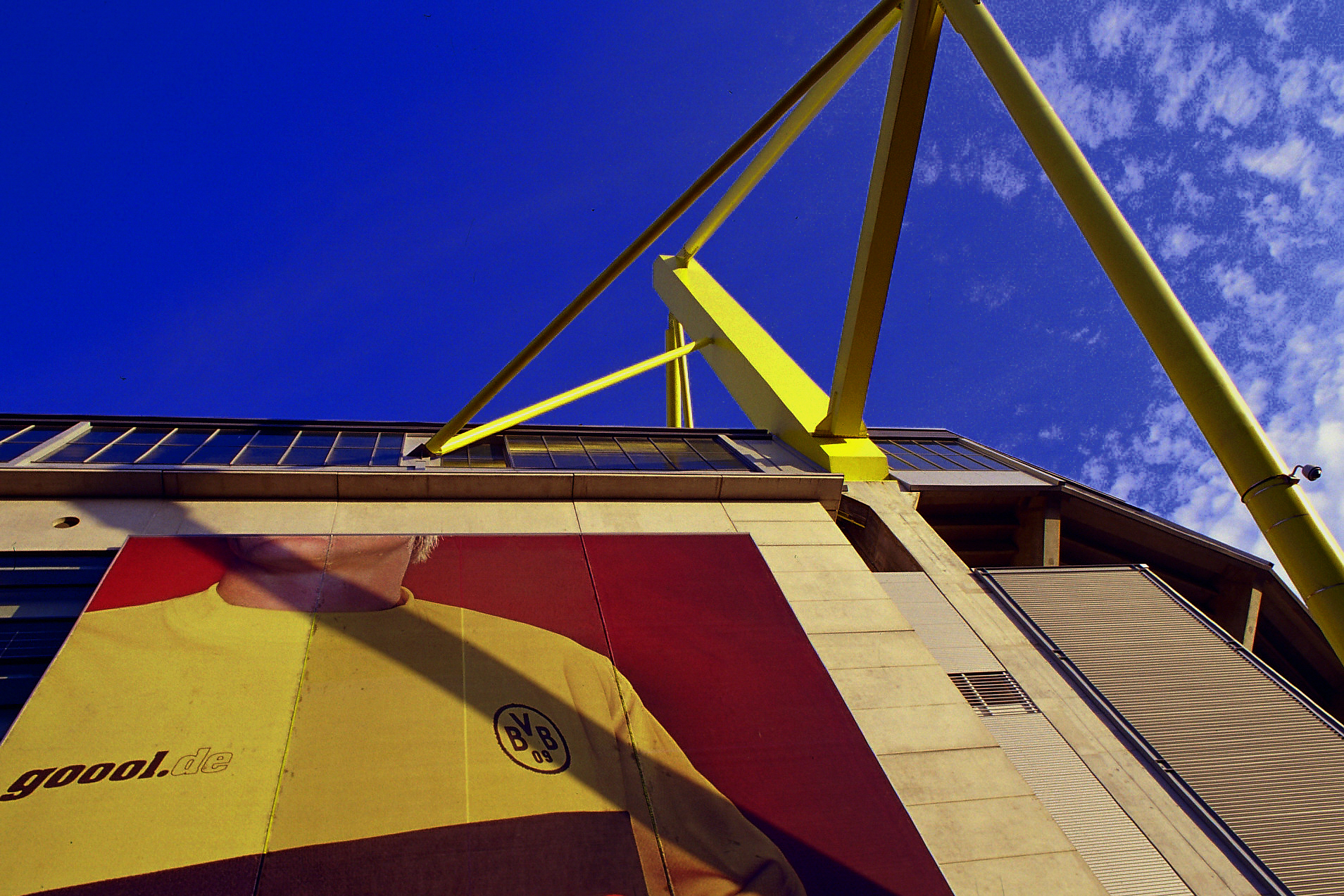
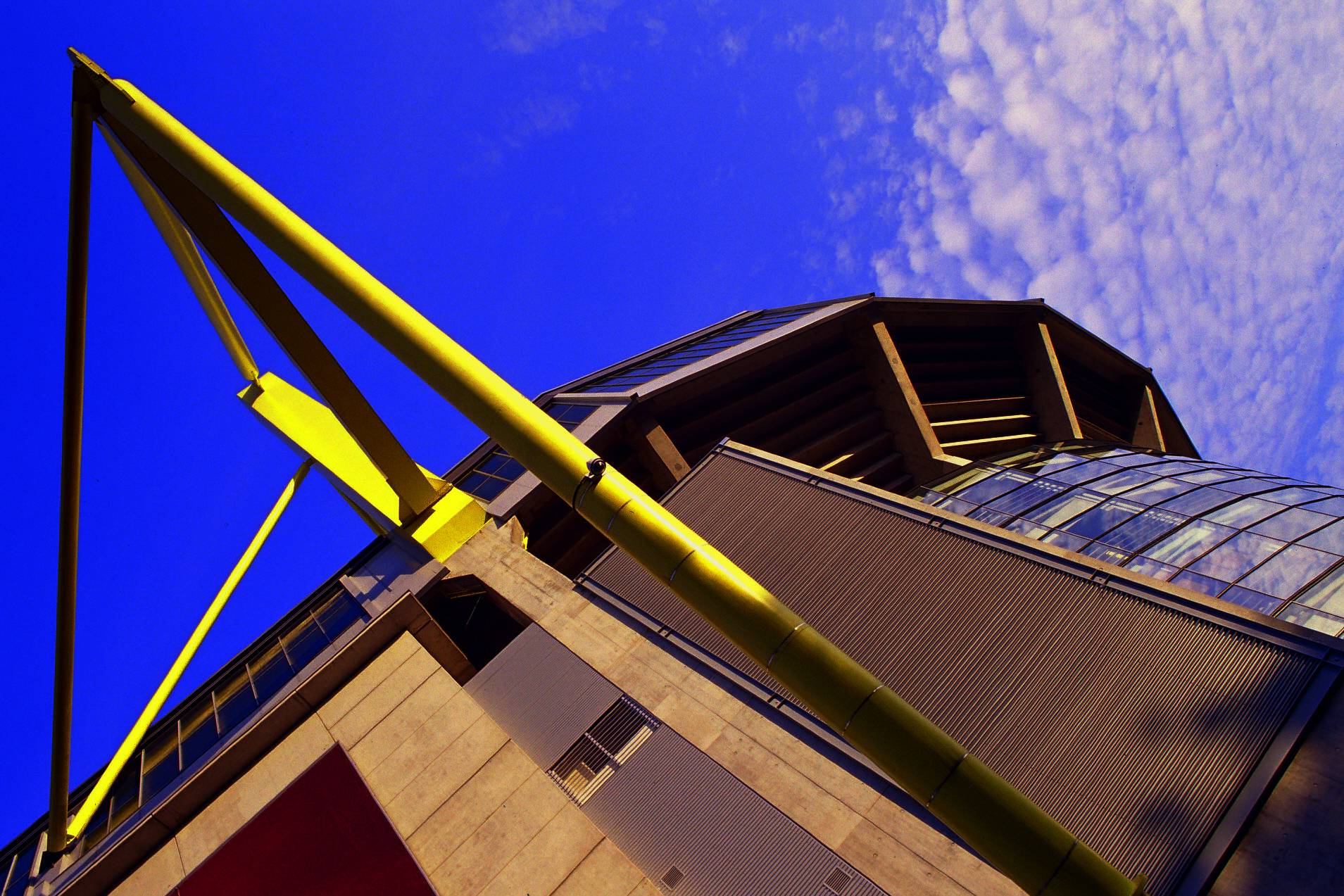
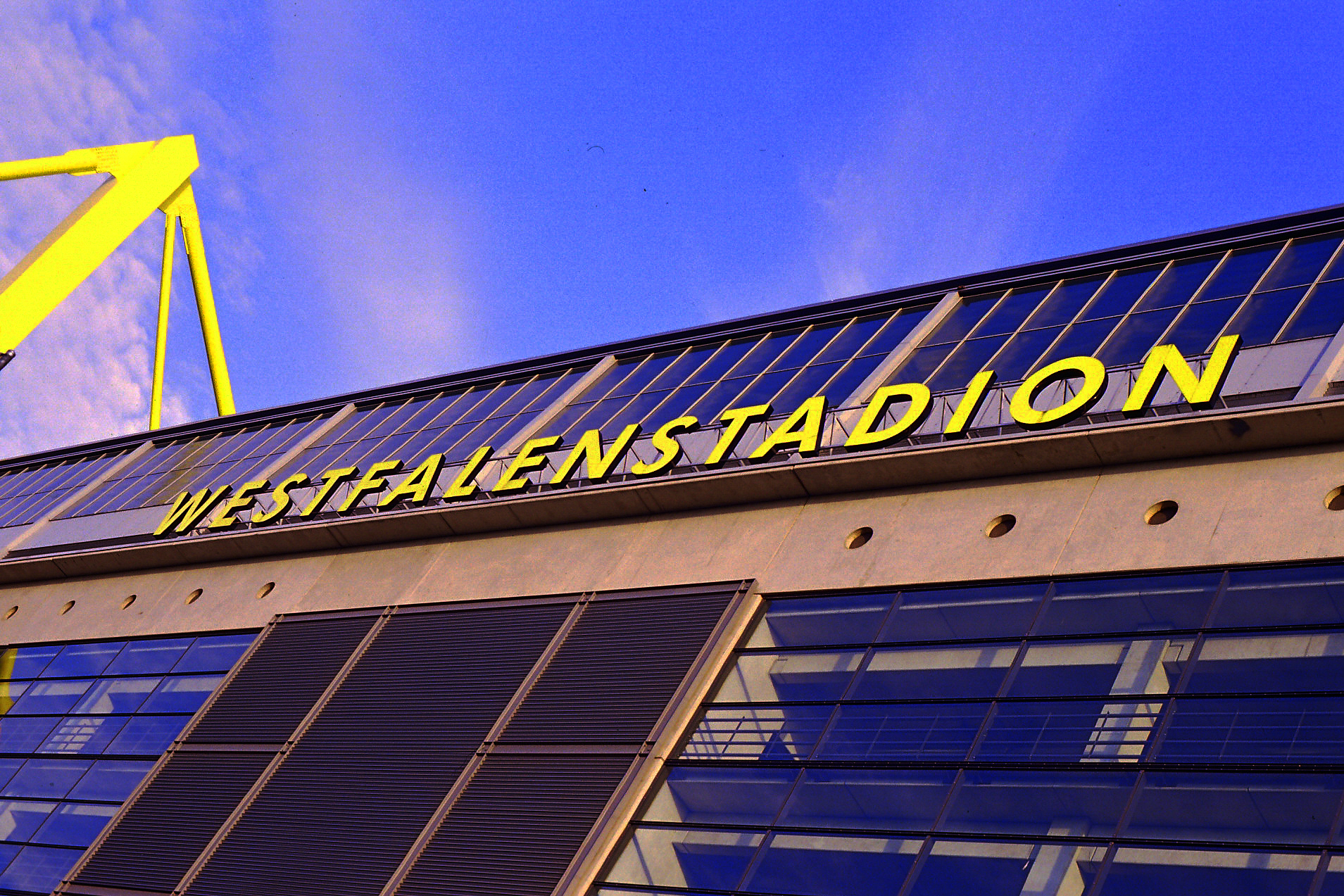
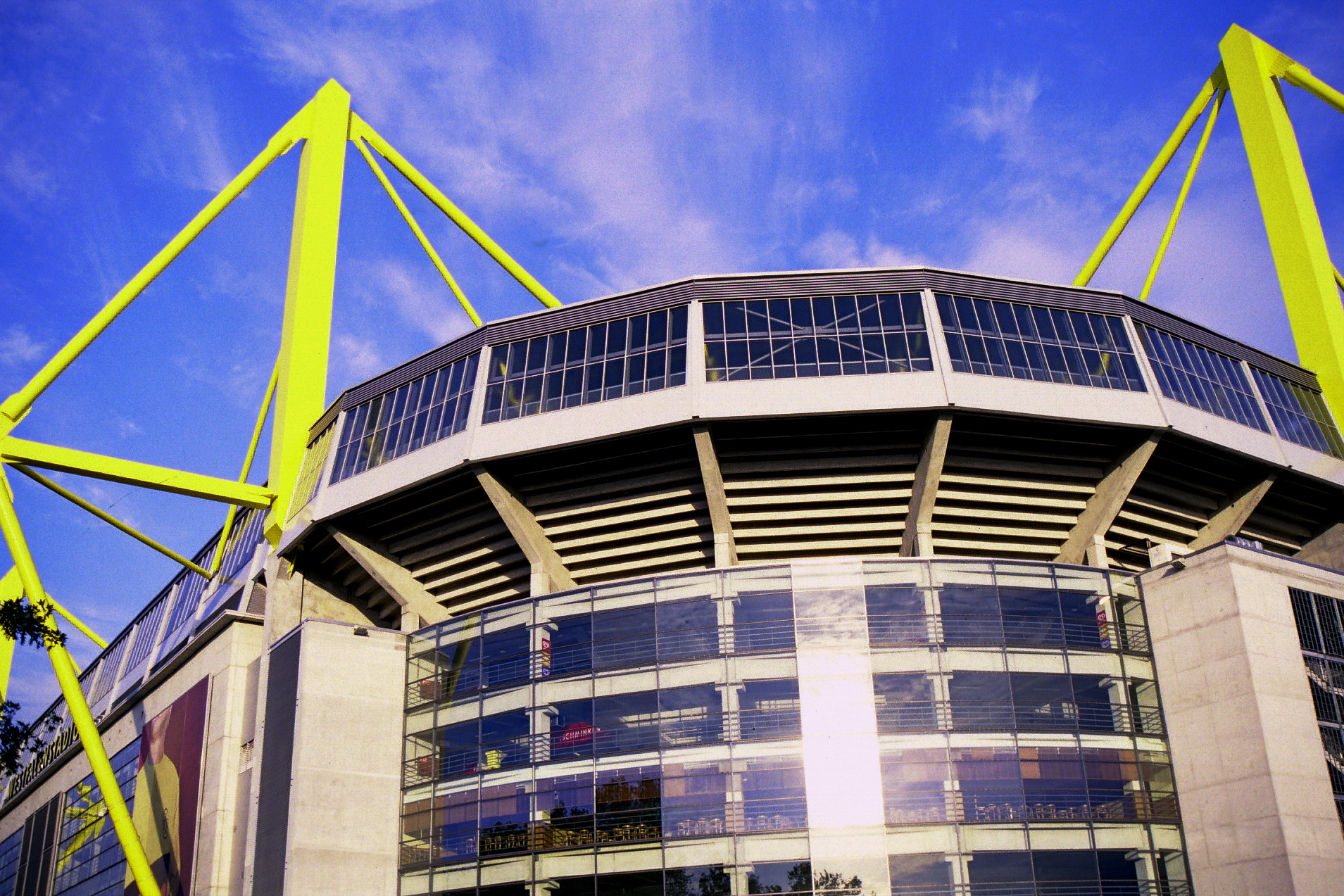
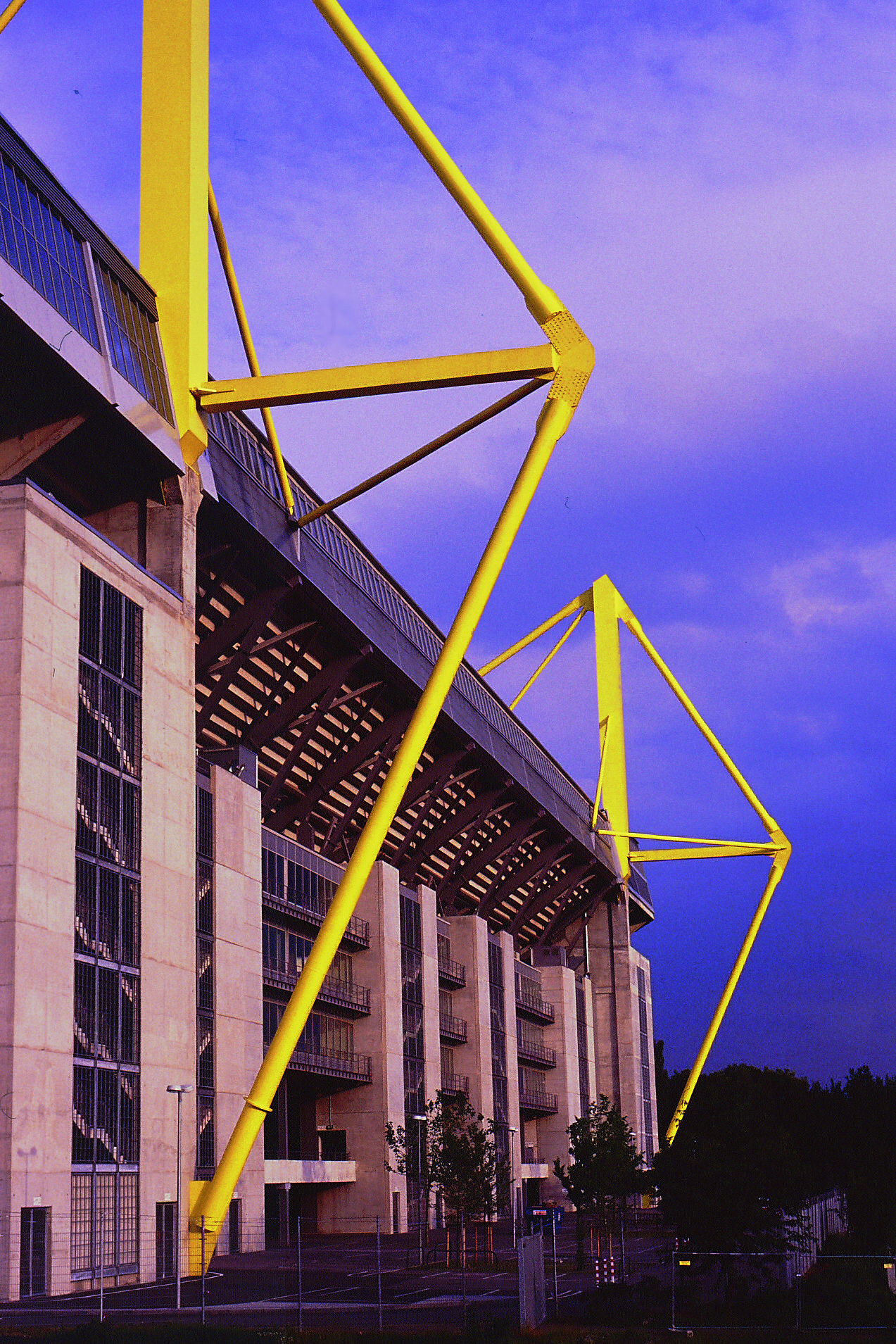
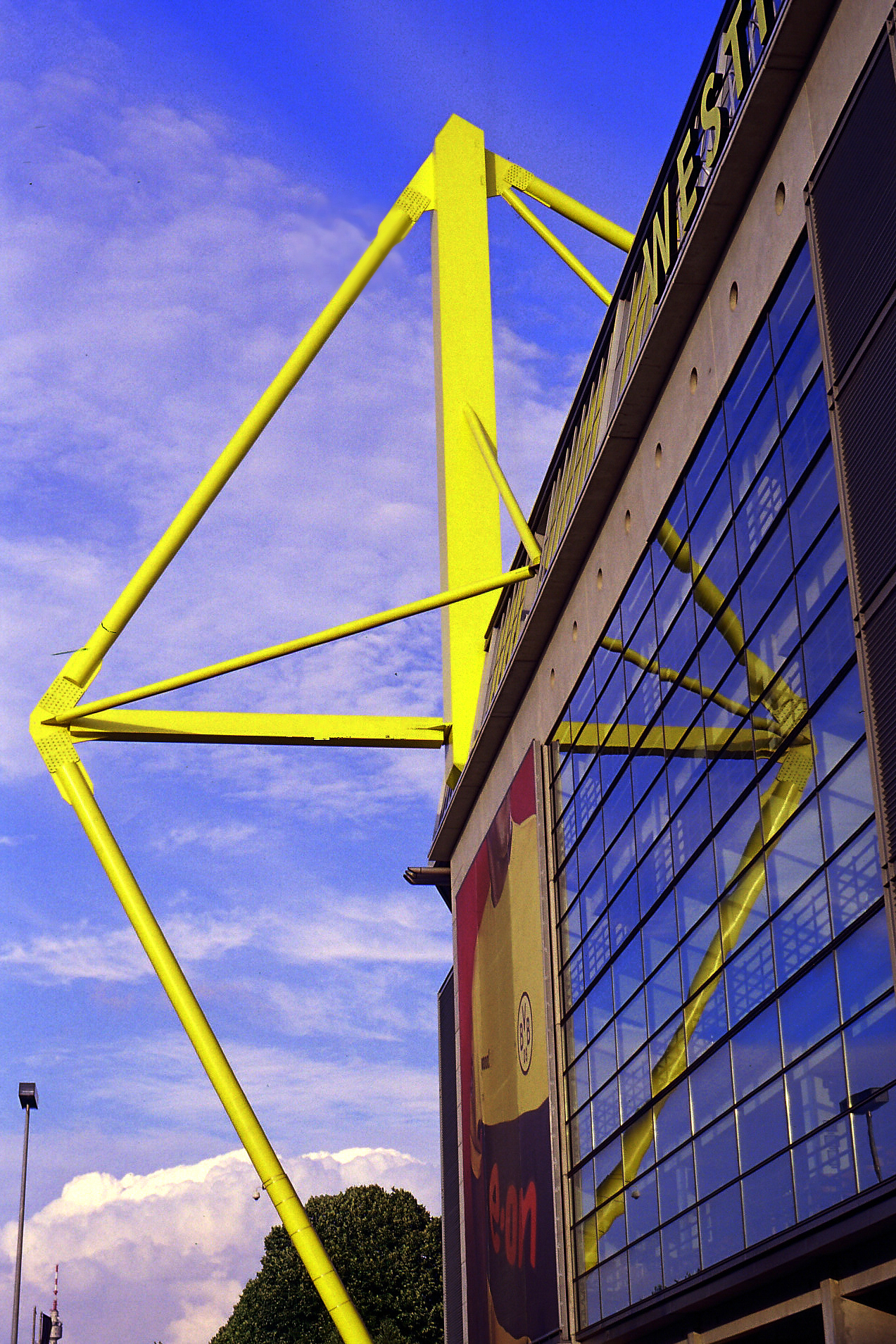
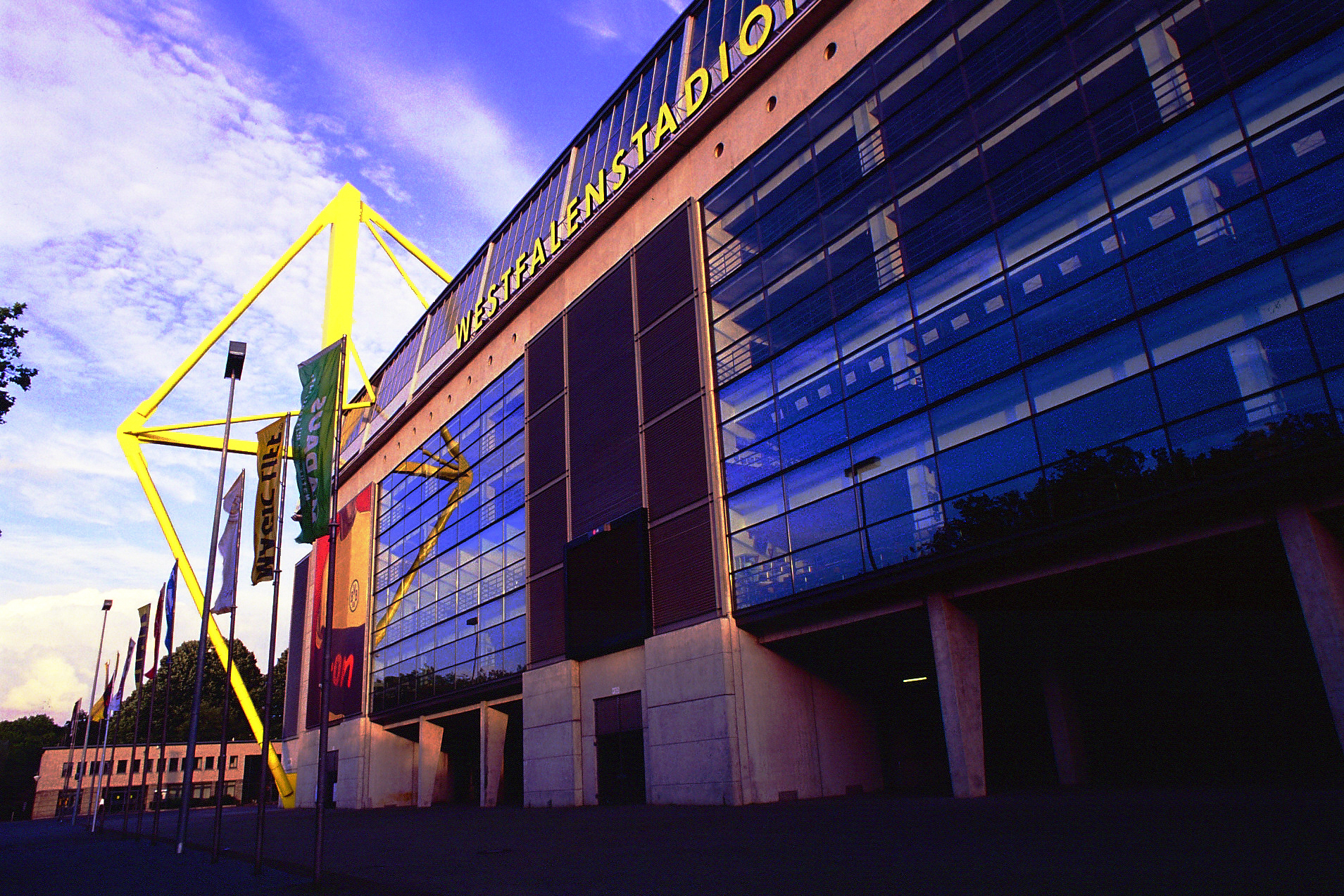
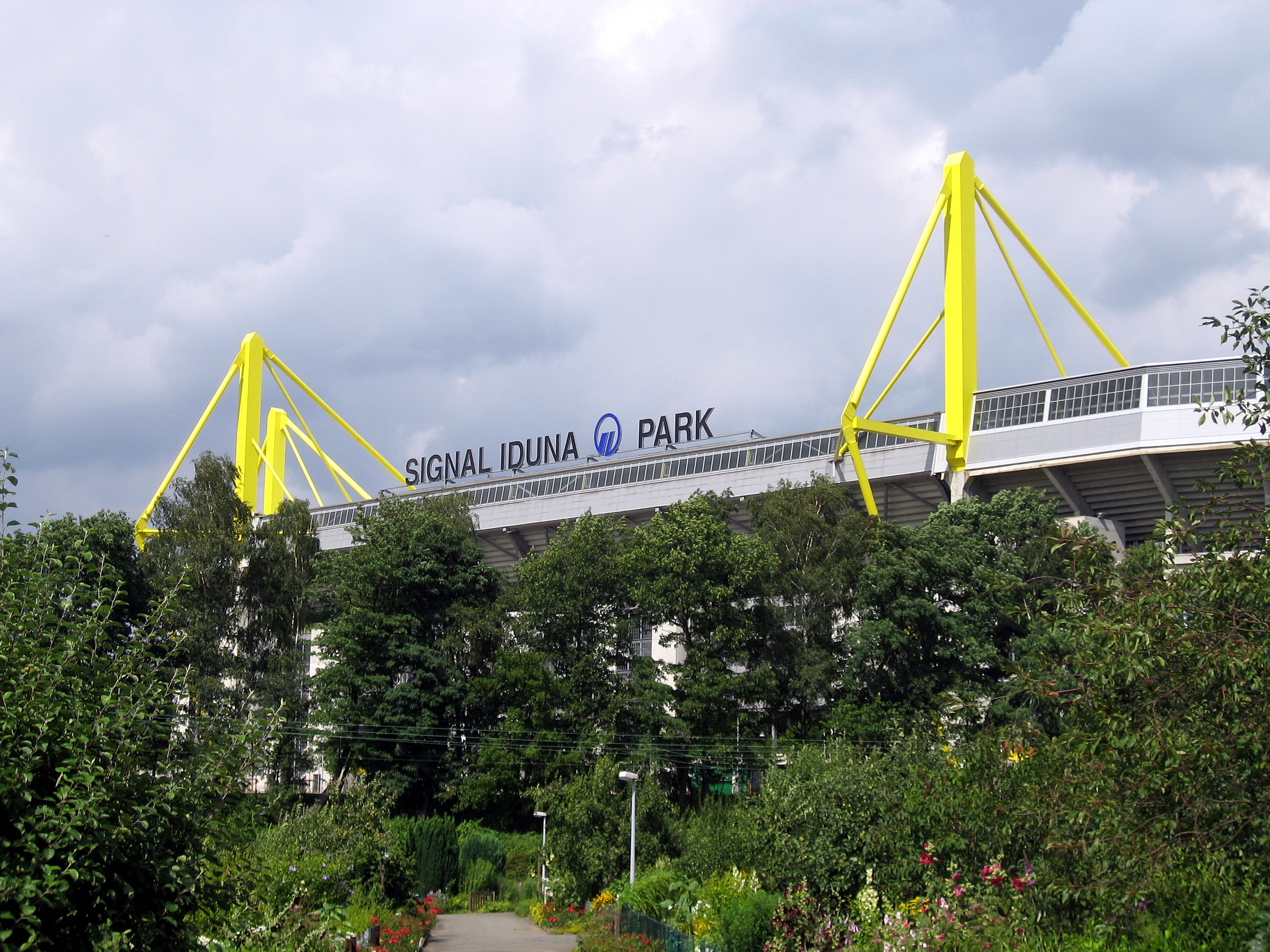

## 外部連結
- Westfalenstadion.eu 的威斯特法伦体育 （页面存档备份，存于）
- WorldStadiums.com的威斯特法伦体育场資料
- 波魯西亞多蒙特足球會官方網站的主場專頁 （页面存档备份，存于）
- StadionWelt.de的威斯特法伦体育场資料[永久]
- BBC世界盃球場：多特蒙德 （页面存档备份，存于）